# 中華民國109年全民運動會飛盤比賽
中華民國109年全民運動會飛盤比賽於109年10月18日至10月22日在花蓮縣立美崙國民中學足球場舉行。此賽為男女混合，並在全民運動會籌備會、中華民國飛盤協會指導下，由中華民國飛盤協會負責飛盤競賽各項技術工作。

## 競賽資訊[a 1]

### 大會日期
中華民國 109 年 10 月 17 日（星期六）至 22 日（ 星期四）。

### 比賽日程
109 年 10 月 10 月 18 日（星期日）至 10 月 22 日（ 星期四）計 5 天。

### 比賽場地
花蓮縣立美崙國民中學足球場（ 花蓮縣花蓮市民政里化道路 40 巷 1 號）。

### 比賽項目
男女混合組

## 裁判名單[a 1]
| 職務           | 姓名                                      |
| -------------- | ----------------------------------------- |
| 審判委員召集人 | 李昭動                                    |
| 審判委員       | 林明宗彭俊橙陳祈富吳德煥                  |
| 栽判長         | 陳康雄                                    |
| 栽判           | 吳舉銘 林晉田 楊宗動 游輝平 王栩軍 馮德宇 |
| 栽判           | 黃國欽 張嘉汶 李時瑜 胡雅媛 王冠珍        |

## 決賽成績列表[a 2]
| 序 | 單位   | 比賽項目         | 姓名 | 成績 | 備註 | 名次 | 組別   | 種類 | 日期     |
| 1  | 臺中市 | 混合組飛盤爭奪賽 | 林俊瑋 王韋力 江品篁 林宗衡 胡軒彰 魏岑羽 廖顯沛 尤聖博 周宜君 林育汶 鄭中瑜 許燕容 邱芷芸 胡玉琨 紀宣羽 林家峰 黃楹誠 陳姵璇 黃湘婷 廖梓諺 |      |      | 1    | 混合組 | 飛盤 | 10月22日 |
| 2  | 桃園市 | 混合組飛盤爭奪賽 | 陳柏堯 陳銘章 郭福鈞 詹廷威 楊長濬 楊睿騰 衛世杰 羅盛彥 李宜恩 吳宗祐 袁倫廣 王鈞鴻 吳沐愛 吳鈺媫 林寶鈺 姜紫柔 黃菁 黃珮鈺 廖忻凌 劉子琪   |      |      | 2    | 混合組 | 飛盤 | 10月22日 |
| 3  | 臺南市 | 混合組飛盤爭奪賽 | 温家維 張智祈 陳培恩 蘇雲薇 林羿岑 賴金村 楊宗翰 池昶佑 陳立安 王資慧 吳俊毅 鄭又淨 黃士峰 陳冠樺 陳奕霖 唐樂民 王國勳 王逸暉 陳美臻 王暄晴 |      |      | 3    | 混合組 | 飛盤 | 10月22日 |
| 4  | 高雄市 | 混合組飛盤爭奪賽 | 陳建翰 李林鎰 吳宗翰 蔡晉瑋 黃佑庭 林伯勲 賴翌民 陳彥廷 蔡瀚霆 陳昕佑 吳俊逸 李侑軒 羅涵穎 楊雅惠 潘盈萍 盧可蕎 陳思宇 龔玟雅 鄭怡妡 宋惟甄 |      |      | 4    | 混合組 | 飛盤 | 10月22日 |
| 5  | 臺北市 | 混合組飛盤爭奪賽 | 侯以勒 張恩旋 李新翰 林韋澔 胡景泓 范仕勳 黃鼎元 曾建華 吳佳修 林靖惟 黃大綱 洪語柔 李佳蓉 施香安 曾芳蓁 楊芳琪 余義箴 彭佳琪 王郁涵 朱浩廷 |      |      | 5    | 混合組 | 飛盤 | 10月22日 |
| 6  | 屏東縣 | 混合組飛盤爭奪賽 | 田翔云 侯勳翰 孔振方 李祈緯 幸緹萱 楊謦龍 張瓊云 黃昱翔 鄭子薇 陳璽閎 顏展鴻 陳怡君 蘇子鑫 陳瑋靜 林品璁 包培妤 黃子軒 吳佩雯 黃明絃 韓郁靖 |      |      | 6    | 混合組 | 飛盤 | 10月22日 |
| 7  | 新北市 | 混合組飛盤爭奪賽 | 洪駿宇 林柏睿 鄭雅方 于宗瑄 謝采汶 顏沛沂 張家豪 徐漢宗 戴廷儒 藍文勖 林佑璋 游高權 葛泳驛 夏庭逸 姜欣尹 蔡曉萱 賴秉妍 周詩容 徐杰誠 王稚珉 |      |      | 7    | 混合組 | 飛盤 | 10月22日 |
| 8  | 宜蘭縣 | 混合組飛盤爭奪賽 | 林彥伯 郭憶雯 吳芳儀 李牧穎 簡宜潔 張家蜜 李孟凡 黃琪雯 江旻宣 周仁傑 李孟霖 方廷安 方廷祥 林庭雨 林宣佑 潘振恩                             |      |      | 8    | 混合組 | 飛盤 | 10月22日 |

(成績結果以中華民國109年全民運動會大會公佈為主，本成績僅供參考)

### 官方資料
1. 1 2 3  （繁體中文） (PDF). 109年全民運動會籌備處.[]
2. ↑  （繁體中文）.   [2020-11-04]. （原始内容存档于2020-10-28）.
3. ↑  （繁體中文）. 2020-10-22  [2020-10-22].[]

## 外部連結
- （繁體中文）109年全民運動會官方網站 （页面存档备份，存于）